# Mort sur le grill
Pour plus de détails, voir Fiche technique et Distribution.
Mort sur le grill ou Mort sur le gril (Crimewave) est un film américain réalisé par Sam Raimi et sorti en 1985. Pour sa seconde réalisation, Sam Raimi coécrit le scénario avec les frères Joel et Ethan Coen.
Le film est un échec critique et commercial.

## Synopsis
Au pénitencier de Hudsucker, le condamné à mort Victor Ajax est sur le point de passer assis sur une chaise électrique. Alors que des religieuses traversent à toute vitesse la ville, l'homme clame haut et fort son innocence et tente de raconter ce qu'il s'est passé...
Dans un flash-back, nous apprenons que Victor était il y a peu un jeune technicien prometteur employé par l'entreprise Trend-Odegard Security. Ernerst Trend, copropriétaire de l'entreprise, avait pris connaissance d'un projet de son associé Donald Odegard visant à vendre l'entreprise à Renaldo "The Heel". M. Trend répond à cela en engageant deux tueurs — Arthur Coddish et Faron Crush — pour se débarrasser d'Odegard et ses plan. Peu après, Victor croise la belle Nancy, dont il tombe sous le charme, ce qui n'est pas réciproque. Victor et plusieurs résidents de l'immeuble, dont Mme Trend, vont être confrontés aux deux tueurs déjantées. Pour supprimer tout témoin, ces derniers vont se lancer dans une série de meurtres burlesques, dont sera ensuite accusé et condamné Victor. Alors que Nancy devient inévitablement une cible, Vic va affronter les deux tueurs pour la sauver.
De retour dans le présent, Victor est sur la chaise électrique et attend toujours son exécution. Accompagnée de plusieurs religieuses qui conduisent frénétiquement, Nancy se rend à la prison afin de prouver son innocence.

## Fiche technique
Sauf indication contraire, les informations mentionnées dans cette section peuvent être confirmées par la base de données cinématographiques IMDb,  présente dans la section « Liens externes ».
- Titre original : Crimewave
- Titre français : Mort sur le grill
- Titres de travail : The XYZ Murders, Relentless et Broken hearts and Broken Noses[2]
- Réalisation : Sam Raimi
- Scénario : Sam Raimi, Joel et Ethan Coen
- Direction artistique : Gary Papierski
- Costumes : Carol Haefner
- Photographie : Robert Primes
- Montage : Michael Kelly, Kathie Weaver, avec la participation non créditée de Kaye Davis
- Musique : Arlon Ober
- Production : Robert Tapert

Coproducteur : Bruce Campbell
Producteur associé : Cary Glieberman
Producteurs délégués : Edward R. Pressman et Irvin Shapiro
- Sociétés de production : Embassy Pictures et Renaissance Pictures
- Distribution : Columbia Pictures (États-Unis), UGC-Europe 1 (France)
- Budget : 3 millions de dollars
- Pays de production :  États-Unis
- Langue originale : anglais
- Format : couleur (Technicolor) — 1.85:1 — 35 mm
- Genre : comédie policière, humour noir, slapstick
- Durée : 86 minutes
- Dates de sortie[3] : 
  - Allemagne de l'Ouest : 12 avril 1985
  - États-Unis : 25 avril 1986
  - France : 5 mars 1986
  - Canada : 22 juin 1987

## Distribution
- Reed Birney (VF : Bernard Alane) : Victor « Vic » Ajax
- Paul L. Smith (VF : Jacques Ferrière) : Faron Crush
- Brion James (VF : Jacques Balutin) : Arthur Coddish
- Louise Lasser (VF : Perrette Pradier) : Helene Trend
- Bruce Campbell (VF : Érik Colin) : Renaldo « The Heel »
- Sheree J. Wilson (VF : Anne Jolivet) : Nancy
- Antonio Fargas : l'aveugle
- Edward R. Pressman (VF : Dominique Paturel) : Ernest Trend
- Julius Harris : le détenu avec Vic
- Frances McDormand : une religieuse
- Ted Raimi : le serveur
- Hamid Dana : Donald Odegard
- Robert Tapert : le patron du bar Rialto (non crédité)
- Julie Harris : non créditée
- Joel et Ethan Coen : des journalistes à l'exécution (non crédités)

## Production

### Genèse et développement
En 1983, les amis de longue date Bruce Campbell et Sam Raimi ont collaboré sur de nombreux projets,. Ils viennent d'achever la production de Within the Woods et Evil Dead, dont ce dernier qui connait un succès critique et public,,. Malgré Evil Dead, Bruce Campbell a du mal à établir sa carrière d'acteur. Il apparait dans le soap opera Générations et dans quelques publicités à Detroit. De son côté, Sam Raimi collabore avec les frères Joel et Ethan Coen sur un scénario. Joel Coen était co-monteur sur Evil Dead et est devenu ami avec Sam Raimi,. L'expérience de Joel Coen sur Evil Dead l'a inspiré pour achever son premier long métrage, Sang pour sang (Blood Simple, 1985), qui reçoit de bonnes critiques. Le script est ensuite développé sous le titre Relentless et tourne autour de deux tueurs fous.
Sam Raimi n'était au départ pas forcément très sûr des talents des frères Coen. Il rappelle qu'à l'époque Ethan Coen n'était que comptable-statisticien chez Macy's. Après avoir lu le script de Sang pour sang, Bruce Campbell le trouve cependant extraordinaire et le compare au travail d'Alfred Hitchcock.
Le distributeur Irvin Shapiro, en partie responsable du succès de Evil Dead, n'apprécie cependant pas le titre Relentless,. Il suggère alors que les éléments X et « Murder » (« meurtre ») soient dans le titres, ce qui serait plus alléchant pour le public. Sam Raimi le renomme alors The XYZ Murders.

### Attribution des rôles
Pour le rôle de Vic Ajax, Sam Raimi voulait son ami Bruce Campbell, qu'il avait dirigé pour son précédent long métrage Evil Dead. Les producteurs lui ont préféré un acteur plus « hollywoodien » en la personne de Reed Birney. Sam Raimi parviendra cependant à imposer Bruce Campbell dans un rôle secondaire, Renaldo « The Heel ».
C'est l'un des premiers rôles de Frances McDormand, qui venait d'épouser Joel Coen, coscénariste du film.

### Tournage
Le tournage a eu lieu à Détroit et à Los Angeles.
La voiture personnelle de Sam Raimi, la fameuse Oldsmobile Delta 88 jaune qui apparaît dans Evil Dead reprend du service dans une séquence du film.

## Postproduction
Tous les dialogues de Paul L. Smith ont été redoublés par un autre acteur. Selon Scott Spiegel, Sam Raimi aurait eu beaucoup de mal à travailler avec Paul L. Smith. Sam Raimi a par ailleurs eu plusieurs problèmes avec les producteurs qui ont refusé qu'il collabore avec la monteuse Kaye Davis et le compositeur Joseph LoDuca.
C'est durant la postproduction que la société de production Embassy Pictures renomme le film Crimewave. Ce film sera un très mauvais souvenir pour de nombreuses personnes. Bruce Campbell déclare que cela l'a découragé de mener une carrière de réalisateur. Par ailleurs, les frères Coen préfèreront mettre en scène leurs scripts, jusqu'à Gambit : Arnaque à l'anglaise (2012). Ils resteront cependant proches de Sam Raimi qui apparaitra dans Miller's Crossing (1990) et écrira avec eux Le Grand Saut (1994). Le titre original de ce dernier, The Hudsucker Proxy, rappelle d'ailleurs le nom du pénitencier de Mort sur le grill.

## Sortie et accueil

### Critique
Le film reçoit des critiques plutôt négatives. Sur l'agrégateur américain Rotten Tomatoes, il récolte 50% d'opinions favorables pour 6 critiques et une note moyenne de 6,25⁄10. Sur Metacritic, il obtient une note moyenne de 34⁄100 pour 4 critiques.

### Box-office
Le film ne sort que dans sept salles et ne rapporte que 5 101 $ sur le sol américain. En France, le film enregistre 135 893 entrées.

## Commentaire
Le film est un pastiche des films noirs, avec des éléments cartoonesques dans le style de Chuck Jones. Le film contient ainsi des effets sonores burlesques, grotesques et improbables des cartoons,.